# Герард де Лересс
Герард де Лересс (нід. Gerard de Lairesse або Жерар де Лересс фр. Gérard de Lairesse; 11 вересня 1640, Льєж — 28 липня 1711, Амстердам) — нідерландський художник, гравер, теоретик мистецтва.

## Життєпис
Герард де Лересс народився 11 вересня 1640 в родині художників. Навчався в рідному Льєжі у батька, сформувався як митець під впливом фламандської школи.

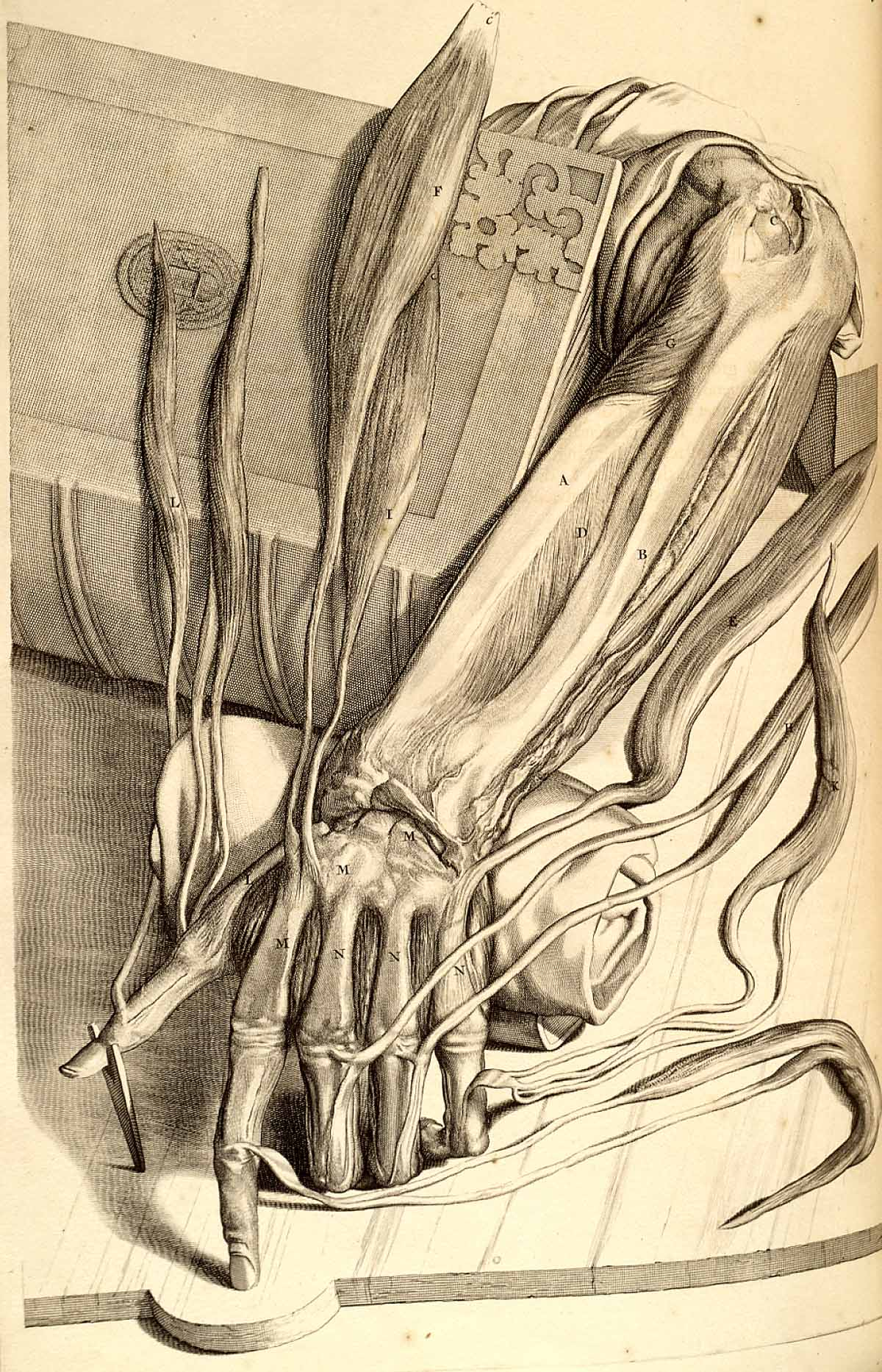
Герард де Лересс. Ілюстрація до Анатомії людського тіла, 1685

У 1664 році переїхав до Утрехта, 1667 року — до Амстердама. Зазнавши впливу Рембрандта, звернувся до класицизму. Був надзвичайно модним у заможних будинках Амстердама і Гааги.
Мав спадковий сифіліс, який спотворив його зовнішність, до 1690 року засліп.
Герард де Лересс написав популярний серед художників того часу посібник «Основи малювання» (1701), склав «Велику книгу живописців» (1707), визнану сучасниками та нащадками, яку декілька разів перевидавали у Голландії й переклали на німецьку, французьку, англійську мови.
Художник помер 28 липня 1711 року в Амстердамі

## Творчість і визнання
Герард де Лересс Писав на релігійні та алегоричні сюжети. Виступав як книжковий ілюстратор, театральний художник, займався стінописом.
У Франції художника називали «голландським Пуссеном».
З учнів де Лересса найвідомішим став Ян ван Мієріс.
Картини Лересса представлені в музеях Амстердама, Парижа, Нью-Йорка, Вашингтона, Сан-Франциско, Чикаго, Лондона, Лейпцига, Санкт-Петербурга, Києва. Його ім'ям названа вулиця в Амстердамі. Збереглись портрети де Лересса пензля Рембрандта, а також гравійовані роботи італійського художника Карло Грегорі.

## Галерея

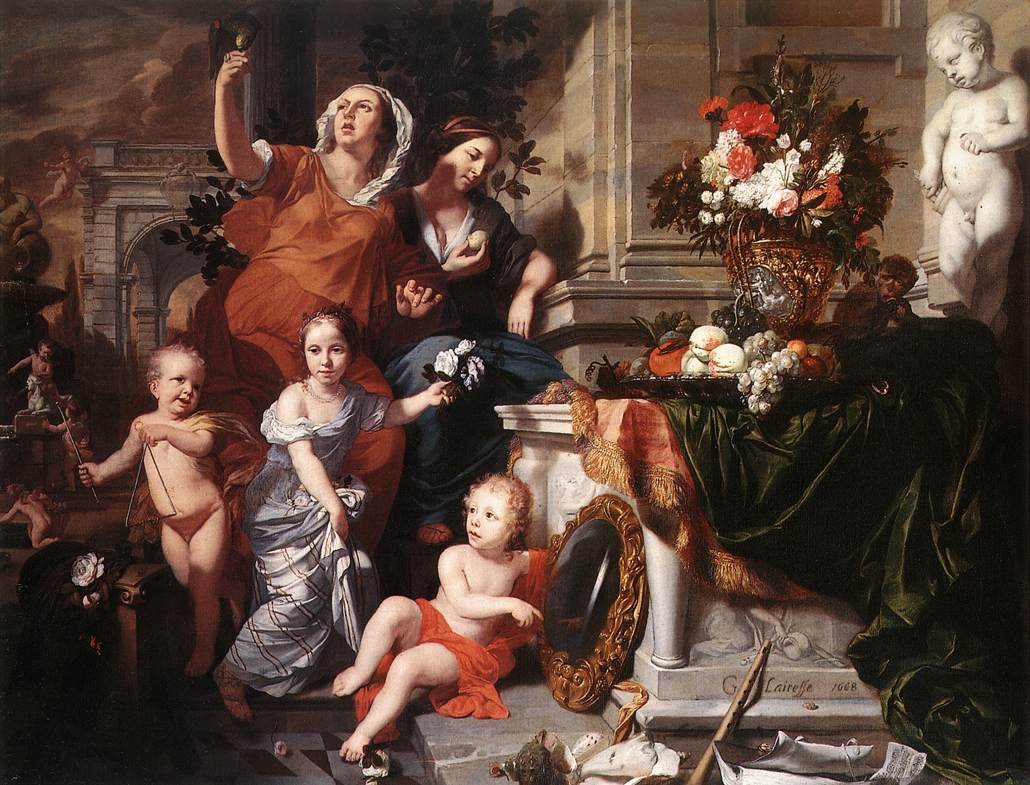
Алегорія п'яти почуттів, 1668
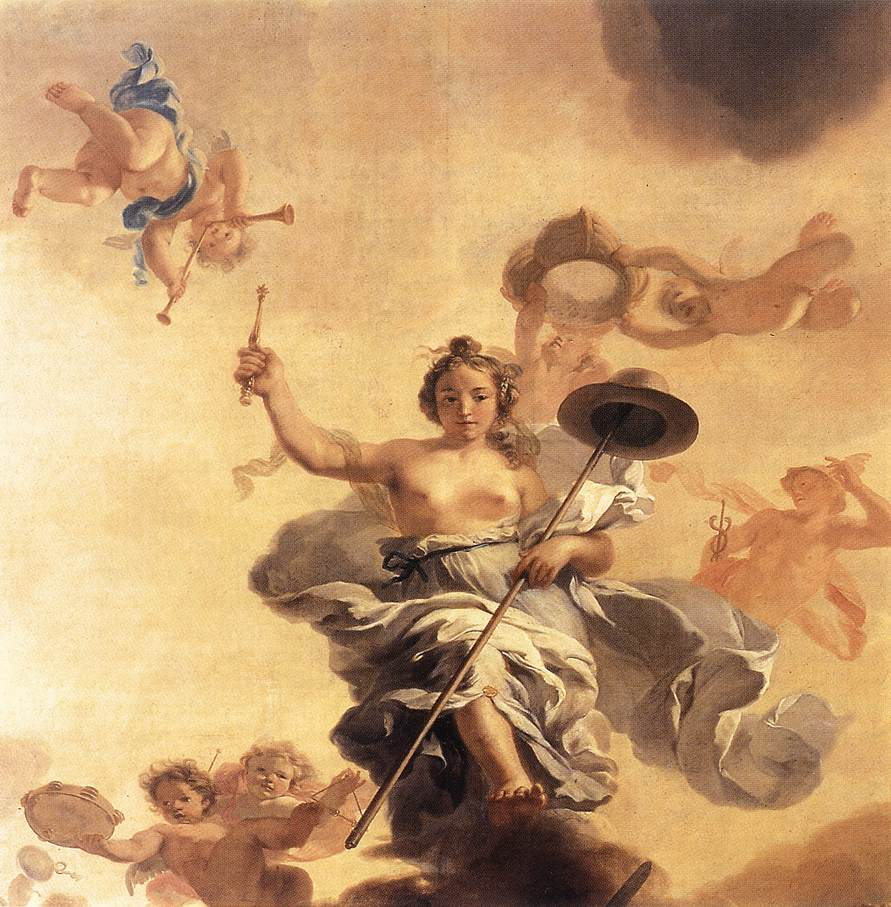
Алегорія вільної торгівлі, 1672
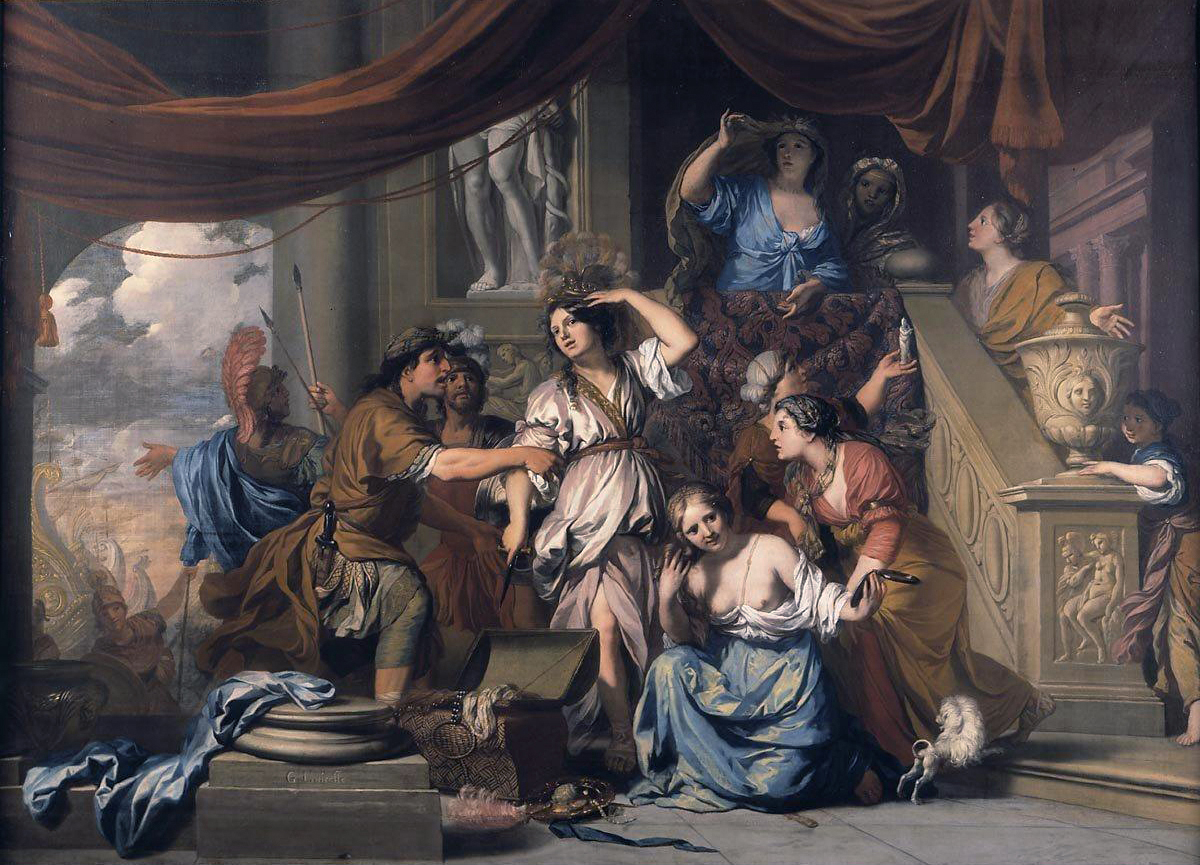
Ахіллес серед дочок Лікомеда, бл. 1685
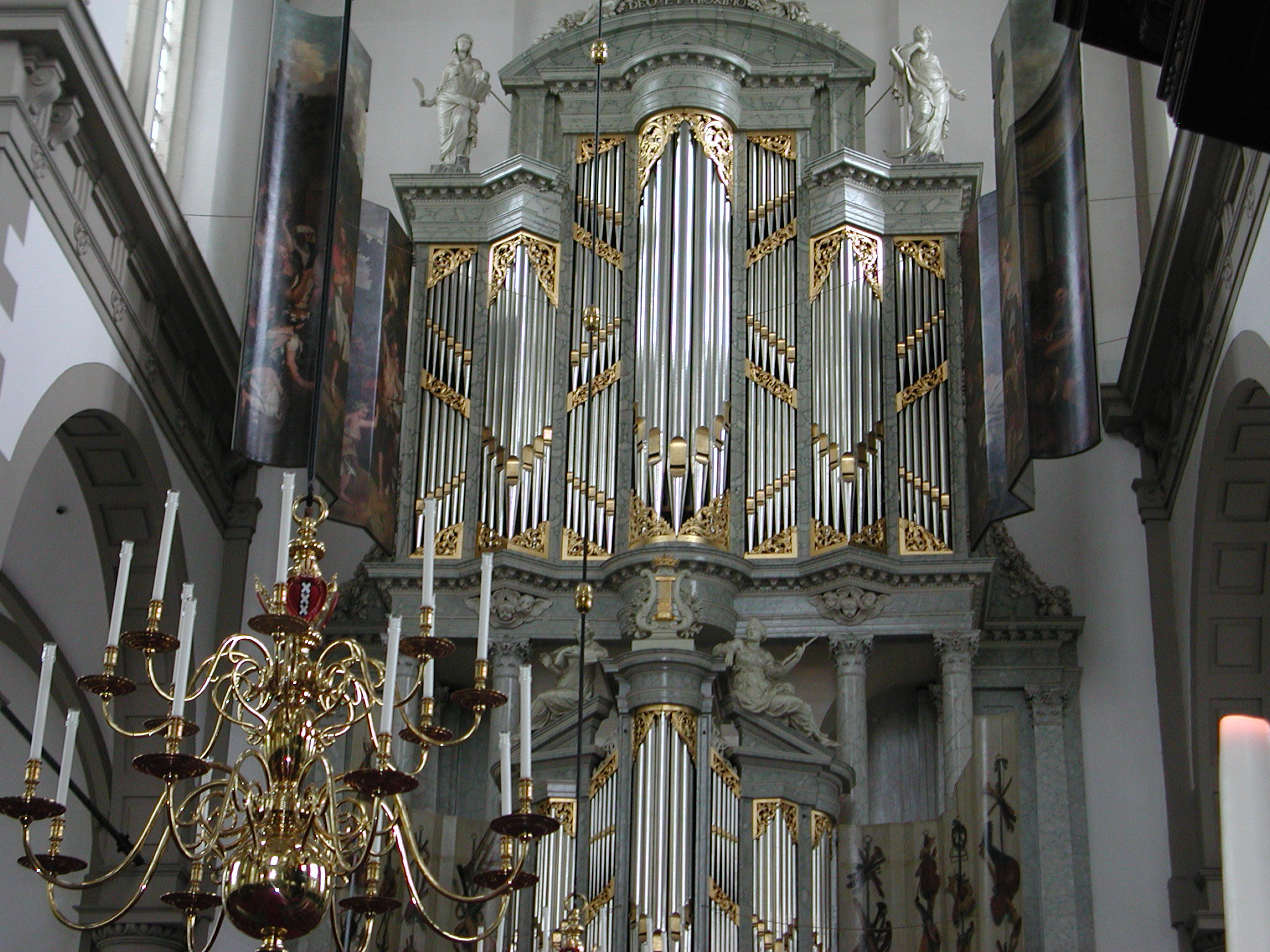
Орган у Вестеркерку (Амстердам), розпис стулок дверцят де Лересса